# Quận của tỉnh Haute-Savoie
4 quận của tỉnh Haute-Savoie gồm:
1. Quận Annecy, (tỉnh lỵ của tỉnh Haute-Savoie: Annecy) với 10 tổng và 93 xã. Dân số của quận này là 204.880 người năm 1990, 229.039 người năm 1999, tăng trưởng dân số là 11.79%.
2. Quận Bonneville, (quận lỵ: Bonneville) với 10 tổng và 61 xã. Dân số của quận này là 143.737 người năm 1990, và 161.410 người năm 1999, tăng trưởng dân số là 12.3%.
3. Quận Saint-Julien-en-Genevois, (quận lỵ: Saint-Julien-en-Genevois) với 7 tổng và 72 xã. Dân số của quận này là 118.775 người năm 1990, và 130.874 người năm 1999, tăng trưởng dân số là 10.19%.
4. Quận Thonon-les-Bains, (quận lỵ: Thonon-les-Bains) với 7 tổng và 68 xã. Dân số của quận này là 100.894 người năm 1990, và 110.356 người năm 1999, tăng trưởng dân số là 9.38%.